# تشی کاکلی
تشی کاکلی (نام علمی: Hystrix cristata) نام یک گونه از سرده تشی است.